# Julalbum
Julalbum är en svensk term för de seriealbum som distribueras som årliga jultidningar – årsböcker. Utöver butiksförsäljning säljs dessa album genom dörrknackande barn och ungdomar, som erhåller premier baserat på sin försäljning.
Jultidningsutgivningen innefattar inte bara seriealbum, och den stora föregångaren i genren är tidningen Julstämning som getts ut varje år sedan 1906. De första jultidningarna fokuserade på tecknade serier kom 1921, då det släpptes julalbum med serierna Adamson och Knoll och Tott. Under 1930-talet tillkom bland andra tre titlar som skulle komma att bli de mest långvariga: Kronblom 1930, Agust och Lotta 1931 och 91:an Karlsson 1934.

## Dagens utgivning
För närvarande säljs jultidningar genom fyra förlag: Semic Jultidningsförlaget (sedan 1906, seriealbum sedan 1921, och under nuvarande namn sedan 1971), Fem Förlag (sedan 1973), Bra Förlag (sedan 1997) och Svenska Julförlaget (sedan 2011, dock utan serier i utbudet).
2013 års utgivning innefattade 16 titlar som under de senaste decennierna kommit att utgöra basutbudet i jultidningsförlagens serieutgivning. Utöver dessa publiceras vanligen ytterligare julalbum varje år.
- Kronblom julalbum, sedan 1930 (ej 1931, vartannat år 1932-1963)
- Agust och Lotta julalbum, sedan 1931 (vartannat år 1948-1961)
- 91:an Karlsson julalbum, sedan 1934
- Kalle Ankas julbok, sedan 1941
- Fantomen julalbum, sedan 1944
- Lilla Fridolf julalbum, sedan 1958
- Åsa-Nisse julalbum, sedan 1959 (numrerad som 1960[1])
- Knasen julalbum, sedan 1978
- Agent X9 julalbum, sedan 1985
- Tom och Jerry julalbum, sedan 1988
- Kalle och Hobbe julalbum, sedan 1988 (ej 2005-2009)
- Herman Hedning julalbum, sedan 1990 (ej 1991 och 1993)
- Bamse julalbum, sedan 1991
- Hälge julalbum, sedan 1992
- Uti vår hage julalbum, sedan 1994
- Ernie julalbum, sedan 1995